# Knooppunt Jemappes
De verkeerswisselaar van Jemappes is een knooppunt in Jemappes, een deelgemeente van Bergen, de hoofdstad van de Belgische provincie Henegouwen. Het knooppunt ligt ten westen van het stadscentrum van Bergen. In de verkeerswisselaar begint de westelijke tak van de R5, de onvolledige ringweg rond Bergen, die er aansluit op de A7/E42/E19. De E42 loopt in west-oost richting, ten noorden langs Bergen heen; de R5 vertrekt er naar zuidelijke richting. Het knooppunt is een typisch trompetknooppunt.
| Aansluitende wegen                       | Aansluitende wegen | Aansluitende wegen | Aansluitende wegen | Aansluitende wegen                       |
| ---------------------------------------- | ------------------ | ------------------ | ------------------ | ---------------------------------------- |
|                                          |                    |                    |                    | richting Bergen / Luik / Brussel         |
|                                          |                    |                    |                    |                                          |
| richting Doornik / Valenciennes / Parijs |                    |                    |                    |                                          |
|                                          |                    |                    |                    |                                          |
|                                          |                    |                    |                    | richting Jemappes / Frameries / Maubeuge |

Aalbeke · Antwerpen-Centrum · Antwerpen-Haven · Antwerpen-Noord · Antwerpen-Oost · Antwerpen-West · Antwerpen-Zuid · Arquennes · Battice · Beaufays · Beveren · Bois-d'Haine · Brugge · Cerexhe · Charleroi-Nord · Charleroi-Sud · Cheratte · Daussoulx · Destelbergen · Doornik · Familleureux · Fexhe-Slins · Gent-Centrum · Gouy · Grâce-Hollogne · Groot-Bijgaarden · Hautrage · Hauts-Sarts · Heppignies · Heverlee · Hoog-Itter · Houdeng-Goegnies · Jabbeke · Jemappes · Kortrijk-West · Kortrijk-Zuid · Leonardkruispunt · Loncin · Lummen · Machelen · Marcinelle · Marquain · Merelbeke · Moorsele · Neufchâteau · Ranst · Sint-Stevens-Woluwe · Strombeek-Bever · Thiméon · Ville-sur-Haine · Vottem · Wilrijk-Valaar · Zaventem · Zwijnaarde